# Bảo tàng Vùng đất Wałcz ở Wałcz
Bảo tàng Vùng đất Wałcz ở Wałcz (tiếng Ba Lan: Muzeum Ziemi Wałeckiej w Wałczu) là một bảo tàng tọa lạc tại số 14 Phố Pocztowa, Wałcz, Ba Lan.

## Lược sử hình thành
Bảo tàng Vùng đất Wałcz ở Wałcz được thành lập vào năm 1982. Trụ sở của Bảo tàng là một trang viên với thiết kế kiến trúc cổ điển được xây dựng vào đầu thế kỷ 19.

## Triển lãm

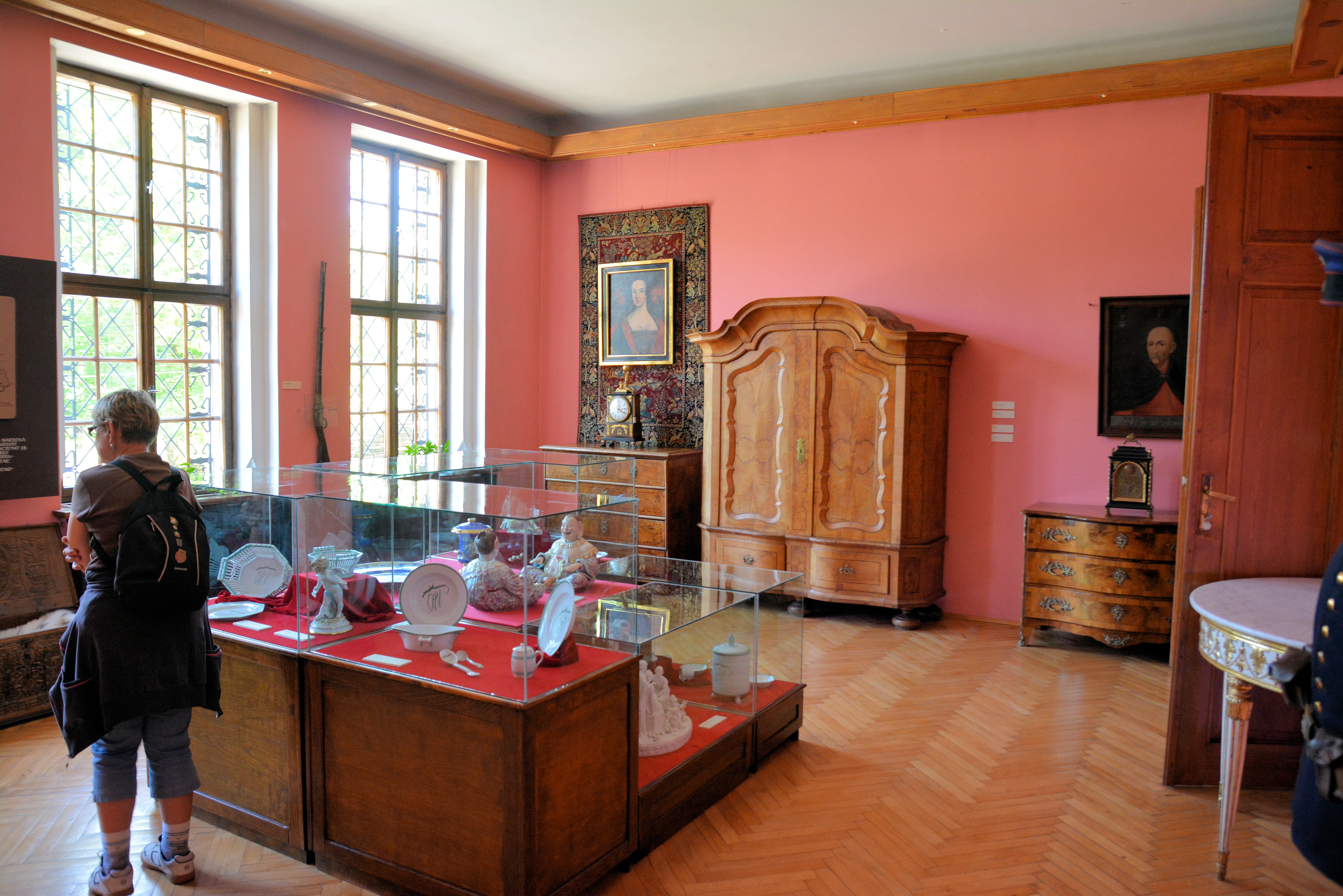
Triển lãm trong Bảo tàng

Bộ sưu tập của Bảo tàng Vùng đất Wałcz ở Wałcz hiện đang bao gồm các hiện vật và kỷ vật có liên quan đến lịch sử của thị trấn và khu vực phụ cận, từ thời tiền sử đến những năm sau Chiến tranh thế giới thứ hai.
Bảo tàng Vùng đất Wałcz tổ chức một triển lãm thường trực có tên "Lịch sử của Vùng Wałcz": trưng bày các hiện vật khảo cổ từ các cuộc khai quật ở Strączno và Tuczno, tài liệu được xuất bản vào thế kỷ 17 và 18, kỷ vật từ thời kỳ phân vùng Phổ, và các vật triển lãm kỷ niệm sự phá vỡ Bức tường Pomeranian vào năm 1945. Ngoài ra, Bảo tàng còn trưng bày các tác phẩm thủ công mỹ nghệ.
Bảo tàng Vùng đất Wałcz cũng mang đến cho du khách cơ hội tham quan những gì còn lại của các công sự cũ của Đức Quốc xã trên Bức tường Pomeranian, được xây dựng vào các năm 1932-1935.

## Giờ mở cửa
Bảo tàng Vùng đất Wałcz ở Wałcz hoạt động quanh năm, mở cửa tất cả các ngày trong tuần trừ thứ Hai. Khách tham quan phải trả phí vào cửa.